# Aulnay-l'Aître
Aulnay-l'Aître is een gemeente in het Franse departement Marne (regio Grand Est) en telt 122 inwoners (1999). De plaats maakt deel uit van het arrondissement Vitry-le-François.

## Geografie
De oppervlakte van Aulnay-l'Aître bedraagt 8,6 km², de bevolkingsdichtheid is 14,2 inwoners per km².
De onderstaande kaart toont de ligging van Aulnay-l'Aître met de belangrijkste infrastructuur en aangrenzende gemeenten.

## Demografie
Onderstaande figuur toont het verloop van het inwonertal (bron: INSEE-tellingen).